# کسب‌وکار خانم وارن
کسب‌وکار خانم وارن نمایشنامه‌ای است از جرج برنارد شاو که در سال ۱۸۹۳ نوشته شد و نخستین بار در سال ۱۹۰۲ در لندن اجرا شد. این نمایشنامه دربارهٔ زنی است که در گذشته فاحشه بوده و الان یک روسپی‌خانه را می‌گرداند و تلاش می‌کند با دخترش که مخالف او است به توافق برسد. در این نمایشنامه شاو تلاش می‌کند بگوید که فاحشه گری نه به دلیل نداشتن اخلاقیات بلکه به دلیل مشکلات اقتصادی است.
عناصر این نمایشنامه برگرفته از نمایش کسب‌وکار کاشل بایرون در ۱۸۸۲ است که در آن مردی به دلیل مشکلات مالی و نبود کار بوکسور می‌شود.

## خلاصه
داستان مربوط به رابطهٔ خانم کیتی وارن و دخترش ویوی است. خانم وارن پیشتر یک فاحشه بوده و امروز یک فاحشه خانه را اداره می‌کند. دختر او که دختری جوان و باهوش است به تازگی تحصیلات دانشگاهی خود را به پایان رسانده و برای نخستین بار قرار است با مادرش آشنا شود. نمایشنامه بر دگرگونی رابطهٔ ویوی با مادرش پس از آگاهی او از حرفهٔ مادرش می‌پردازد. در این داستان توضیح می‌دهد که چرا خانم وارن نخستین بار فاحشه شده و به انتقاد دوره ویکتوریا می‌پردازد که چقدر فرصت‌های شغلی در بریتانیا برای زنان محدود بوده‌است.

## فارسی
بزرگ علوی این نمایشنامه را به فارسی ترجمه و منتشر کرده‌است.